# 直翅真鯊
直翅真鯊（學名：Carcharhinus galapagensis）為軟骨魚綱真鯊目真鯊屬的一種鯊魚。1905年，羅伯特·埃文斯·斯諾德格拉斯 (Robert Evans Snodgrass) 和埃德蒙·海勒 (Edmund Heller) 最初將本魚種命名為Carcharias galapogensis，隨後的學者將這個物種移至真鯊屬，分布於三大洋熱帶海域，在大西洋，發現在百慕達、維京群島、馬德拉群島、維德角群島、阿森松島、聖赫勒拿島和聖多美島周圍，在印度洋馬達加斯加南部，在太平洋，出現在豪勳爵島、馬里亞納群島、馬紹爾群島、克馬德克群島、土阿莫土群島、夏威夷群島、加拉巴哥群島、科科斯島、克利珀頓島，本魚擁有細長、流線型的身體，吻部寬而圓，前鼻瓣不明顯，眼睛是圓形的，中等大小，雙顎兩側各有14排牙齒，上顎牙粗壯，呈三角形，下顎牙較窄，有鋸齒狀邊緣，背鰭2個，第一個背鰭很高，呈鐮刀形，起點位於胸鰭的後尖上，第二背鰭起源於臀鰭，胸鰭很大，尖端很尖，體上部棕灰色，腹面白色，側面有淡淡的白色條紋，其最長可達3.0（9.8英尺），體重可達85.5公斤，壽命可達24年。它與同屬的灰色真鯊及黑尾真鯊極爲肖似，只是背鰭更長，尖部弧綫更圓潤。這種鯊魚通常會集群捕食，主要以各類底棲的硬骨魚和魷魚為食，但較大的個體也會捕食海獅、海鬣蜥，此外也有其襲擊人類的記錄。其正模標本發現於加拉帕戈斯群島附近海域，因而有種加詞“galapagensis”。但實際上這種鯊魚生活在全球各個大洋的乾淨清澈、礁石密布的海域，成群活動。胎生，雌魚每2-3年生育一次。交配期為一月至三月，此時雌魚身上會出現雄性求偶咬傷造成的疤痕。妊娠期預計約一年，雌魚會進入淺水區並產下4-16尾幼魚，可作為食用魚。

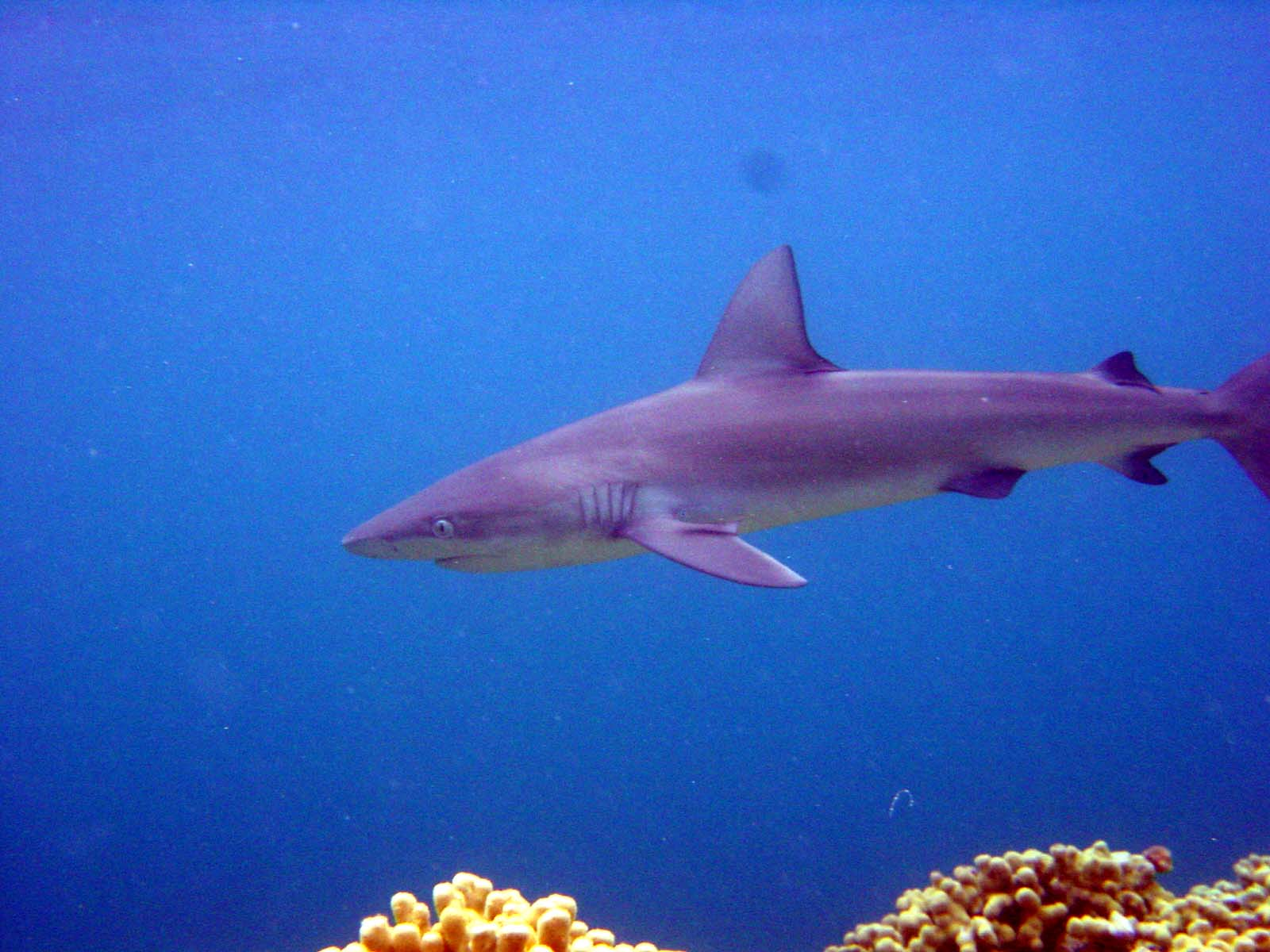
直翅真鯊在海洋的島礁很常見

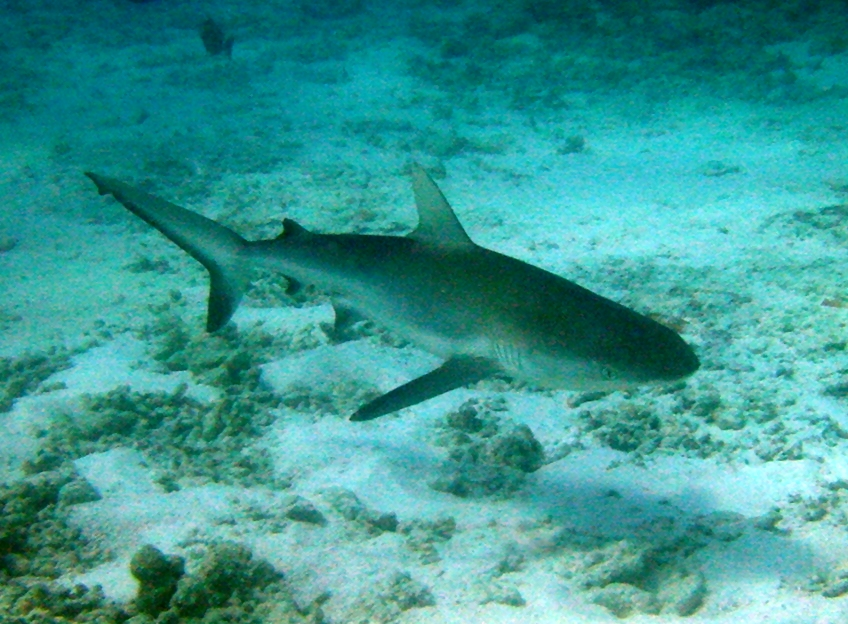
直翅真鯊通常在海床上覓食

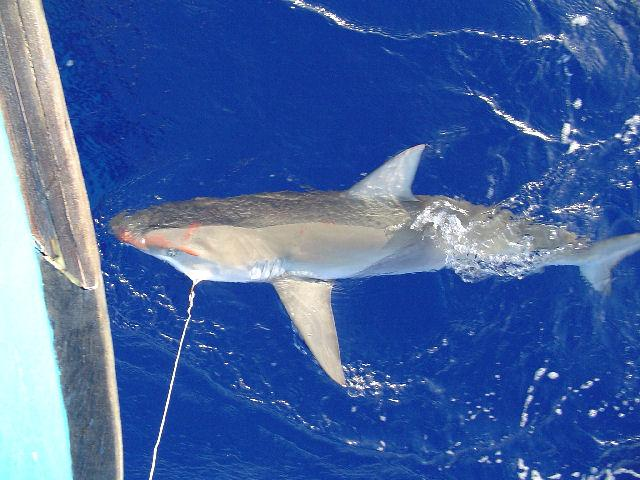
一尾在夏威夷用延繩釣捕獲的直翅真鯊

## 外部連接
- galapagensis Species Description of Carcharhinus galapagensis at www.shark-references.com[永久]